# Nationaal Park Wicklow Mountains

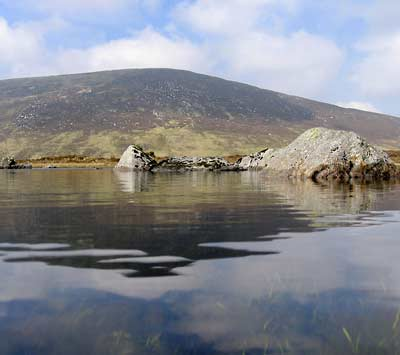
Cloghernagh, Nationaal park Wicklow Mountains

Het Nationaal Park Wicklow Mountains (Engels: Wicklow Mountains National Park/ Iers: Páirc Náisiúnta Sléibhte Chill Mhantáin) is een Iers nationaal park dat in 1991 werd opgericht in het graafschap Wicklow. Het 204,83 km² grote park beschermt de bergen, bossen, veen, heide en dalen van de Wicklow Mountains. Ook de ruïnes van het klooster van Glendalough liggen in het park.

## Fauna en flora
In het park is heide en veen te vinden. Verder groeit er hazelaar, ilex, wilde lijsterbes, boshyacint, bosanemoon, klaverzuring, pteridium. Verder leeft er otter, 10 soorten vleermuizen, wilde zwaan, kiekendief en slechtvalk.
Wild Nephin (Ballycroy)/Néifinne Fiáine (Bhaile Chruaich) · 
Connemara/Chonamara · 
Glenveagh/Ghleann Bheatha · 
Killarney/Chill Airne · 
Burren/Bhoirne · 
Wicklow Mountains/Sléibhte Chill Mhantáin · 
Boyne Valley/Brú na Bóinne ·
na Mara, Ciarraí/Kerry Seas